# 中国とイスラエルの関係
本項では中国とイスラエルの関係（ちゅうごく と イスラエル の かんけい、中以関係）について解説する。なお、本項では、中華民国ならびに中華人民共和国両国の外交関係についてのみ言及する。
中華人民共和国とイスラエルは、1992年に正式な外交関係を結んだ。1949年に中華民国が法的にイスラエルの主権を認めていたものの、同国が最終的に国共内戦で敗北したことで、中国共産党が中国本土を支配することなった（以下特に断りがなければ中華人民共和国を中国と表記する）。1950年、イスラエルは中東諸国のなかで初めて中華人民共和国を中国唯一の国家として承認したが、冷戦下においてイスラエルが西側諸国に同調していたために、中国共産党はイスラエルとの外交関係樹立に向けて動かなかった。この中国側の姿勢は、1991年にソビエト連邦の崩壊によって冷戦が終結するまで続いた。
1992年以来、中国とイスラエルは両国間の経済的・軍事的・技術的な繋がりを相互に発展させてきた。イスラエルにとって、中国は3番目の国際的な貿易相手国であり、東アジアにおける最大の貿易相手である。二国間貿易実績は、1992年の5000万ドルから2013年の100億ドルへと増加した。評論家のなかには、両国の文化と価値観の共通性を指摘し、また、中国とイスラエル双方の利益の収斂が両国を「必然のパートナー」たらしめている、と指摘するものもいる。中国は、イスラエルとパレスチナ国、イスラム世界全般と友好的な関係を同時に維持している、世界でも数少ない国のひとつである。
潜在的大国としての中国の地位は、イスラエルに対し、中国との関係を深化させ、中国の国際的影響力にイスラエルの経済運営を調和させることを促した。イスラエルは大使館を北京に、領事館を広州、成都、香港ならびに上海に置いている。一方中国は、大使館をテルアビブに置いている。

## 歴史

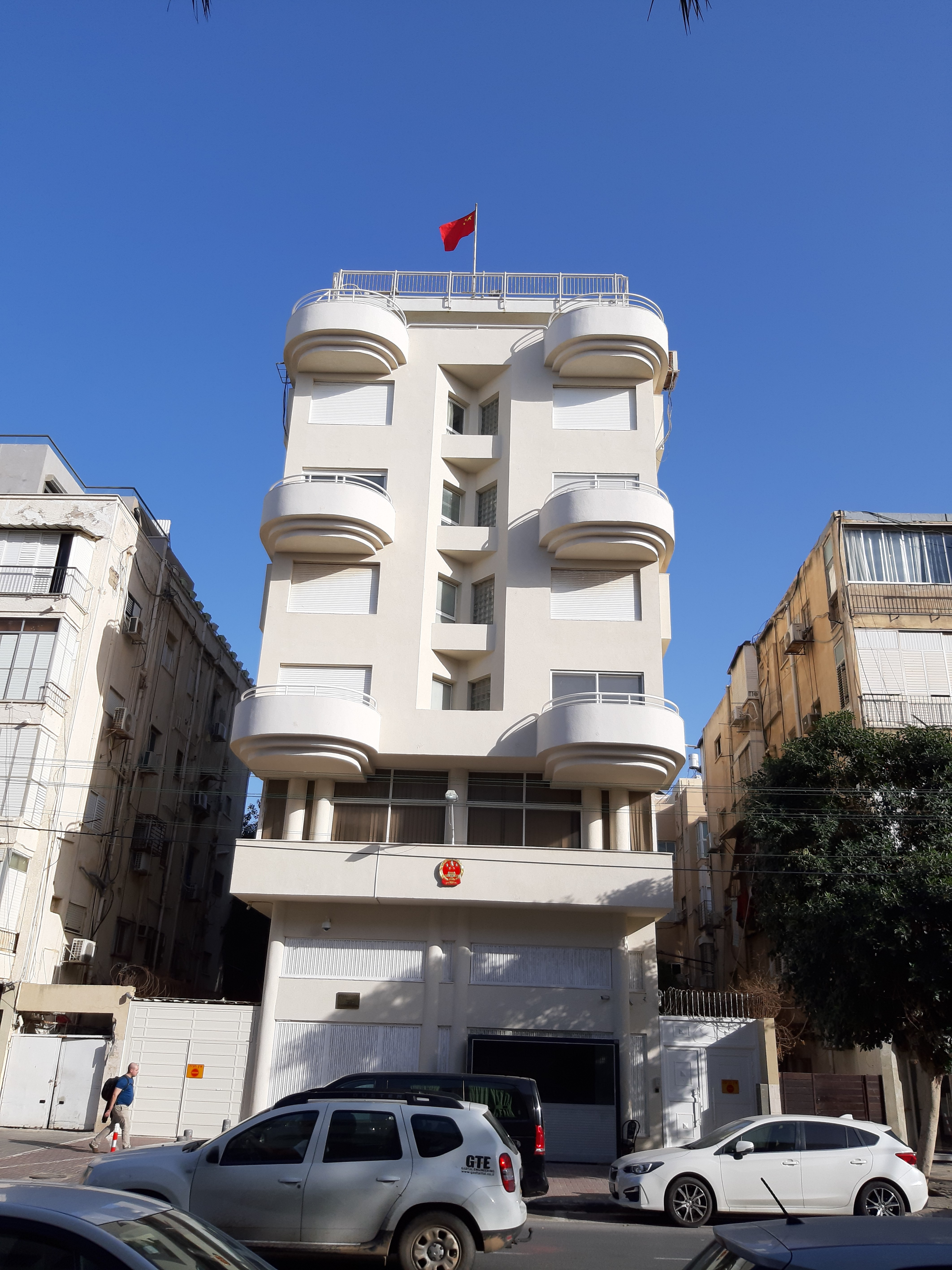
在テルアビブ中国大使館

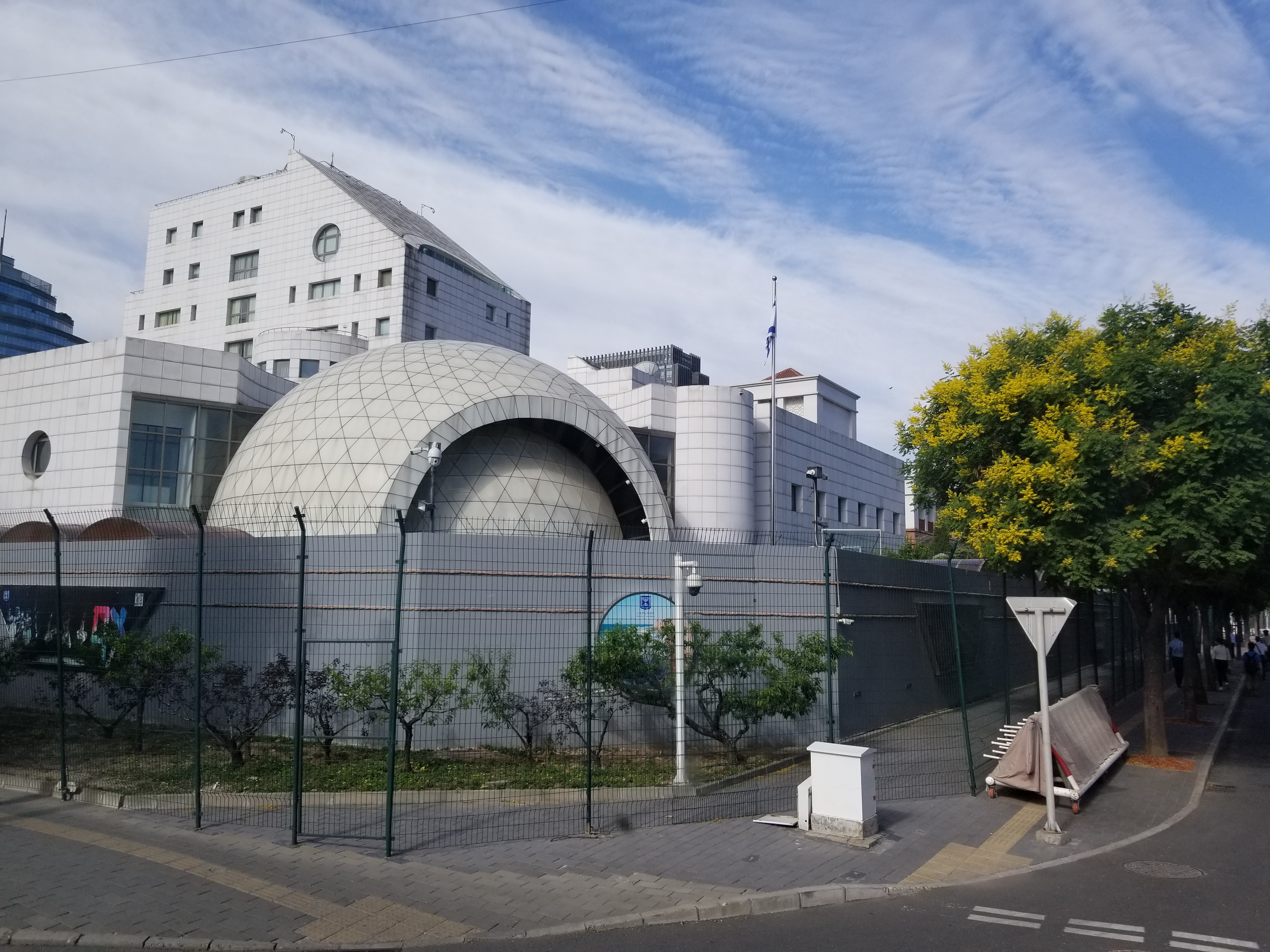
在北京イスラエル大使館

1930年代、のちにパレスチナにおけるイシューブのリーダーとなるダヴィド・ベン＝グリオンは、中国が今後将来において世界の超大国の一つになるであろうとする声明を出した。1949年の第二次国共内戦後からしばらくの間、イスラエルを含むアメリカ合衆国とその同盟国は中華民国（1949年以後は通常台湾として知られる）のみを中国における合法政府として承認していたため、中華人民共和国は外交的に孤立していた。中華民国国民政府はシオニズムに歴史的に同情的であった。中華民国の創立者である孫文はユダヤ人国家建設への手助けに賛同していた。
しかしながら、1947年、中華民国はパレスチナ分割決議において棄権した。1955年のアジア・アフリカ会議において、中華人民共和国政府はパレスチナ帰還権への支持を表明したものの、イスラエルの存在権の否定は控え、イスラエル人との取引関係を深めた。1980年代に至るまで、中国は、二重国籍かつイスラエル以外のパスポートを有していないイスラエル国民に対する査証の発行を認めなかった。しかしながら、中ソ対立後の1979年、中国はアメリカ合衆国と国交を樹立すると、同国はイスラエルとのあいだに秘密・非公式の関係を発展させはじめる。

### 国交樹立
中国とイスラエルは、両国がソビエト連邦の姿勢に反対したアフガニスタン侵攻中の1980年代、秘密裏に軍事的協力をはじめた。両国はともにアフガニスタンで組織されたムジャーヒディーンに対する武器援助を行い（イスラエルはパレスチナ解放機構から鹵獲した武器をアメリカ合衆国・パキスタン経由で送っている）、ソビエト連邦に対するイスラーム勢力の抵抗を支援するために両国間の軍事協力が始められた。以降、中国とイスラエルの間では学者・専門家・事業者・実業家の代表団が相互に送られるようになった。また、1984年の国慶節パレードでは、第三次中東戦争で鹵獲された部品でイスラエルにより改良された大量の重戦車が用いられたという。
中国が渡航制限を緩和させると、イスラエルはこれに応ずるかたちで在香港イスラエル領事館（当時イギリス領）を中以間の外交的・経済的交流拠点の中心として活用させるため再開させた。1987年、当時のイスラエル首相シモン・ペレスは、アモス・ユダンに同国初の国有企業（Copeco Ltd）の立ち上げを任じた。同社は中国とイスラエルにおける経済活動の確立・促進を目的としており、両国のあいだで正式に国交が結ばれた1992年まで活動した。1990年代初頭、中国はイスラエルとパレスチナ解放機構（PLO）のあいだでの和平交渉開始後にイスラエルとの国交を築いた数ヶ国のうちの一つとなった。中国はまた、和平交渉において仲介役としての立場を得ようと欲していた。
1991年11月、イスラエルのモーシェ・アレンス国防相は秘密裏に訪中を行ったと報じられ、外交関係樹立・軍事協力について中国と交渉したと見られている。1992年1月23日、イスラエルのデビッド・レビ外相は、正式な外交関係樹立に先立ち北京に4日間に渡って訪問した。
本格的に外交樹立に先立つ1992年、イスラエルと中国は相互に、事実上の大使館として機能する利益代表部を、北京とテルアビブに設置した。イスラエル側が中国に設置した事務所は、対外的にはイスラエル科学・人文アカデミーの連絡事務所として知られていた。同事務所は1990年6月に開設している。中国側が同じ1990年に開設した事務所も同様に、中国国旅股份有限公司（中国国際旅行社）の支部を通じたものであった。
1991年から北京のイスラエル科学・人文アカデミーの連絡事務所に勤務していたゼヴ・サフォットは、1992年、両国の外交関係樹立に伴い初代駐中国イスラエル大使に任命された。

### 21世紀における両国関係
2009年、中国国際放送（CRI）はヘブライ語の放送を開始した。これに加え、中国はイスラエルに、イスラエルで活動する中国の外交官による公的ならびにメディア活動を行うための機関を複数設立している。
2013年5月、イスラエルのベンヤミン・ネタニヤフ首相が中国を訪問、滞在中に5つの合意が交わされた。政府間（G2G、英：Government to Government）機構が確立されたほか、高度技術・環境保護・エネルギー・農業・財政の5つの分野でタスクフォースが設置された。2017年、ネタニヤフ首相は再び訪中し、両国の外交樹立25年を記念する催しが行われた。
2014年のガザ侵攻下、中国におけるソーシャルメディアの世論が親イスラエルに傾くなど、イスラエルは中国における世論戦において勝利を収めた。
2020年5月、中国の杜偉駐イスラエル大使がヘルツリーヤの自宅で遺体で発見された。直接的な死因は明らかでないものの、杜は自然死であったと考えられている。
2021年11月、イスラエルのイツハク・ヘルツォグ首相と中国の習近平総書記が史上初の中以間における電話会談を行った。イスラエル大統領府からの声明によると、ヘルツォグ首相と習総書記は、外交関係樹立30周年を迎えるに当たり、中国とイスラエルの二国間関係を強化する機会について話し合った。また、この節目を祝して、ヘルツォグ首相と習首席は互いに自国への訪問を招待した。

## 軍事協調

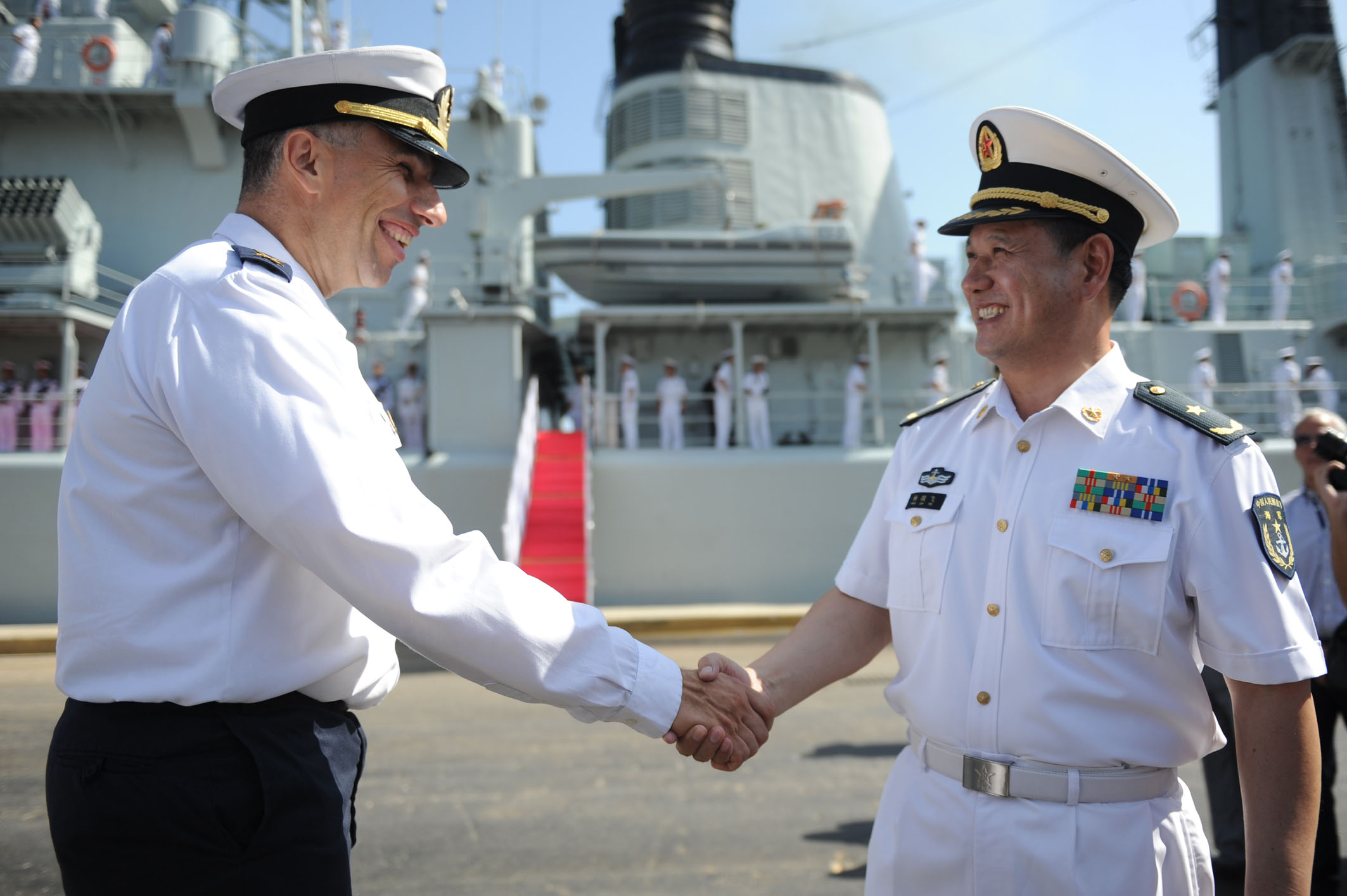
中国人民解放軍海軍少将楊駿飛のイスラエル訪問を歓迎するハイファ基地司令・海軍将官級准将エリ・シャルヴィット

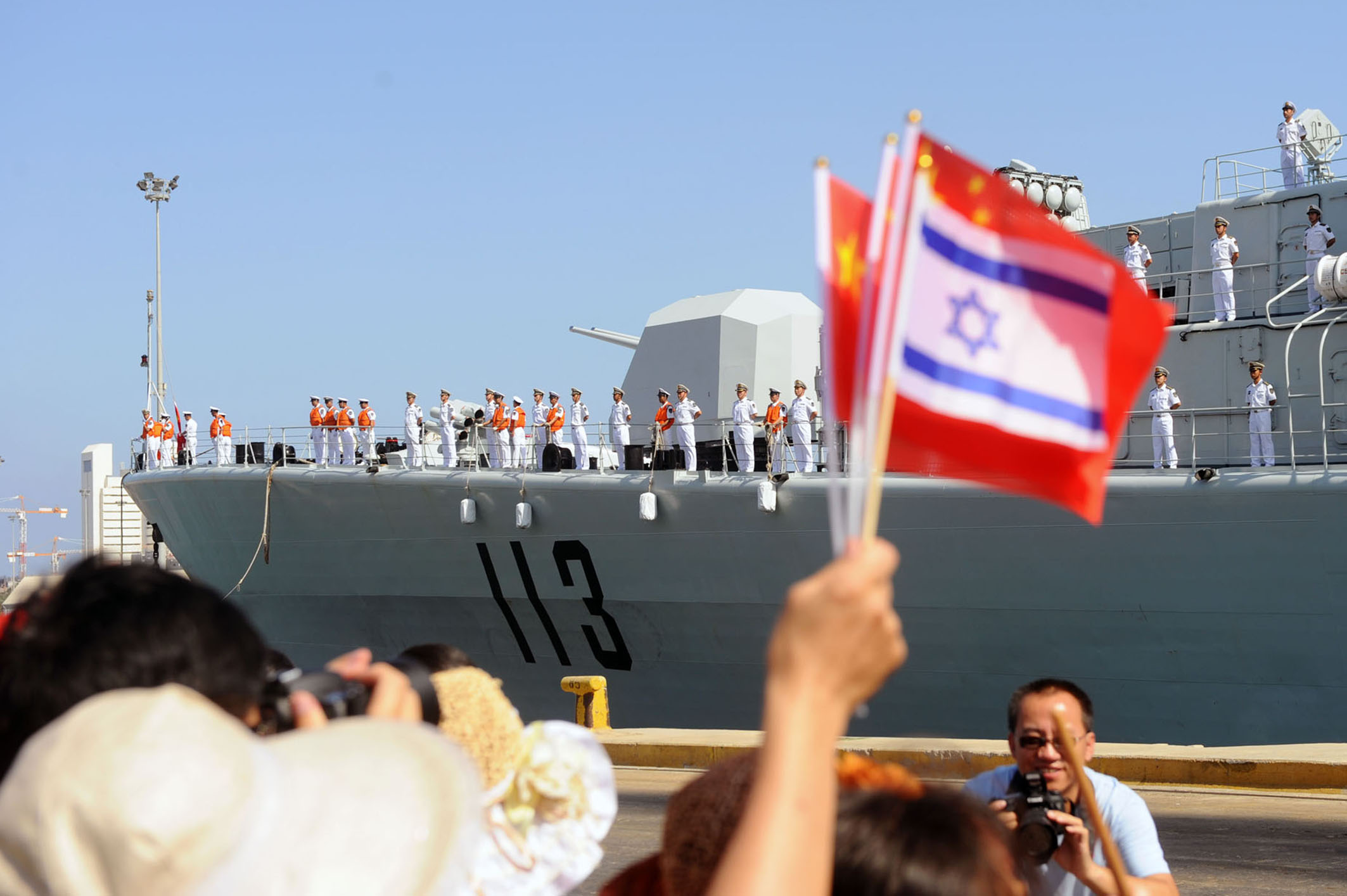
イスラエルに寄港する中国海軍

当時イスラエルと中国の間には正式な外交関係がなかったのにも関わらず、1980年代にはすでに両国の軍同士の交流は始まっていた。外交樹立に先立つ1992年、イスラエルはすでに中国への武器輸出を行っている。外交的な成果を目的とした武器輸出という方策は、イスラエルの外交政策において新しいものでも先例のないものでもなかった。1980年代、イスラエルは中国の戦車や航空機の技術革新のための技術を同国に販売した。また、おそらく戦闘爆撃機のラビや無人航空機に関する技術も中国に輸出されたようである。また、西側の装備をソ連製のハードウェアに組み込むイスラエル側の専門知識は、中国による陸軍・空軍の現代化を助けた。このように、中国における国防近代化は。イスラエルにとっての国産ハイテク兵器開発プログラムへの資金調達という利益と一致したのである。
1989年の六四天安門事件は、中以両国間の軍事関係を進展させるさらなる動機となった。西側諸国からの制裁は、中国にとり軍事技術および軍民両用技術へのアクセスをほとんど失わせるものだった。イスラエルはこの状況から利益を得ようとし、同国は中国にとっての西側技術へのバックドアとなった。
イスラエル側は空中警戒管制システムのEL/M-2075を輸出する算段であったが、この取引はアメリカ合衆国によって中止させられた。いくつかの試算によれば、この当時のイスラエルによる中国への武器輸出は4000億ドルになるとするものもある。
中国はイスラエルに対し、アメリカ合衆国やヨーロッパ、ロシアからは得られない武器と軍事技術についてたのみにしていた。中国にとってイスラエルは、現在ロシアに次ぐ武器の供給国であり、通信衛星を含めた軍装備品ならびに軍事技術を幅広く購入している。また、イスラエルの航空宇宙産業・国防産業にとって、中国は重要なマーケットである。
アメリカ国防情報局は、イスラエルが1990年代にミサイルとレーザー、航空技術を中国へと引き渡したとする証拠を収集している。1999年10月19日、遅浩田中国国防部長はイスラエルを訪れ、エフード・バラック首相兼国防相（当時）と面会した。両者は、10億ドル相当のイスラエル・ロシア共同での中国相手の軍用機売却を含む、複数のハイレベル合意に達した。2011年5月25日には、中国人民解放軍海軍（以下中国海軍）のトップである呉勝利海軍司令員がイスラエルを正式訪問し、バラック首相、エリエゼル・マロム海軍少将と会談を行った。
2011年8月14日、陳炳徳中国人民解放軍総参謀長が3日間の日程でイスラエルを公式訪問した。陳総参謀長はベニー・ガンツイスラエル参謀総長の招待で同国を訪れ、テルアビブのハキリヤで儀仗隊による歓迎を受けた。この訪問は同年6月のバラック首相訪中に続いて行われ、国防相の訪中としては10年ぶりとなった。陳総参謀長のイスラエル訪問は、ロシアとウクライナを含む海外歴訪のうちの一つであった。
2012年8月13日、楊駿飛海軍少将指揮下の中国海軍第11陣護衛艦隊が、イスラエル国防軍と人民解放軍の20年に渡る協力を記念する4日間の親善訪問のため、イスラエルのハイファ海軍基地に寄港した。艦隊と船員はハイファ基地司令エリ・シャルヴィット海軍准将と中国大使館員らによる歓迎を受けた。2018年7月、ハイファ港の北側180エーカー（約0.73平方km弱）が上海国際港務集団に譲渡され、同社によって25年間管理下におかれることになった。この譲渡は、イスラエルのメディアや学界で激しい議論を巻き起こし、イスラエル内閣でも特別な審議がもたれた。また、2019年1月7日に行われたアメリカ国家安全保障問題担当補佐官ジョン・ボルトンとイスラエル首相ベンヤミン・ネタニヤフの会談でもこの件が話題にのぼることとなった。経済的には中国とアメリカ合衆国の双方にとって大きな意味を持たないかもしれないものの、ハイファ港は両大国の間で新たな冷戦の戦場となる可能性がある。

## 経済的関係
中国はイスラエルにとって東アジア最大の貿易相手国である。また、干ばつ・水不足対策として、太陽エネルギー・製造用ロボット・灌漑・建設・農業および水資源管理・海水淡水化技術などにおけるイスラエルの専門知識を求めてきた。
2010年代以降、中国とイスラエルは両国間の経済関係を強化し、中国とイスラエルの双方のビジネスマンや投資家が互いの経済に投資を行うような連携が進められてきた。中国によるイスラエルへの経済協力は、イスラエル経済への150億米ドル以上の多額の投資という形で実を結び、イスラエルのスタートアップ企業への着手資金の提供や、中国の大手企業によるイスラエル企業の買収が行われている。こうした買収では、イスラエルのノウハウが取り入れられ、現代の中国経済の発展をより効率的に推進するために活用されている。2015年現在、中国は、イスラエルの主席科学者局（Office of the Chief Scientist）の支援を受けているイスラエルのハイテク企業との協力において、アメリカに次ぐ第2位のパートナーとなっている。復星国際、中国化工、光明食品集団、維港投資（Horizons Ventures）、中国光大グループ（China Everbright）といった主要な中国企業は、イスラエルのさまざまな産業分野において多額の資本とリソースを投資している。
2011年から2017年にかけ、中国からイスラエルの技術分野に対する投資は、総額で150億ドルに達し、その余剰資本の多くがイスラエルのハイテク産業、特に農業・製薬・医療機器・人工知能・自動運転技術といった分野に注がれた。両国間の経済協力が進むなか、中国はテルアビブ大学と清華大学による3億ドル規模の共同研究センター、テクニオン（イスラエル工科大学）への1億3000万ドルの寄付、さらに北京大学におけるイスラエルのビジネス文化に特化した教育プログラムなど、イスラエルの大学とのパートナーシップを次々と主導している。
2011年7月3日、イスラエルと中国は、両国間の貿易を促進するための経済協力協定に署名した。イスラエルの北京商務担当官エリラン・エリメレクによると、この協定は短期的にはイスラエルと中国のビジネスマン同士の関係を深め、中長期的には両国間の貿易条件の改善につながると期待される。イスラエル中央統計局は、2011年1月に、2010年のイスラエルから中国への輸出額が前年比95％増の20億ドルに達したと発表した。2011年9月には、イスラエルの運輸大臣イスラエル・カッツが、中国とイスラエルが地中海と紅海を結ぶ高速鉄道建設について協議していると述べている。この共同プロジェクトは、中国製品をイスラエルや東ヨーロッパへ大量輸送する陸上輸送路を提供するもので、中国とイスラエル両国の鉄道開発企業が関与する予定である。その翌月、中国・イスラエル両政府は、イスラエルの都市エイラートとネゲヴ砂漠のツィン渓谷・ベエルシェバ・テルアビブを結ぶ全長180キロ（112マイル）の鉄道路線の共同建設に関する了解覚書に署名した。
2012年8月、中国とイスラエルの貿易が拡大するなか、北京にある対外経済貿易大学は、イスラエル経済とユダヤ教の研究に特化した学科を設立した。また、一部の中国の大学ではヘブライ語の講座も新たに開設された。さらに、SIGNAL（Sino-Israel Global Network & Academic Leadership）は、中国とイスラエルの学者や研究者同士がさまざまな学術プロジェクトにおいて協力が行えるよう、交流ネットワークを構築している。
両国間の二国間貿易は、1992年から2013年にかけて5,000万ドルから100億ドルへと増加した。2013年以降、中国の投資家はイスラエル企業への関心を高め始めている。近年の大規模な取引としては、テクニオン（イスラエル工科大学）への1億3,000万ドルの中国側からの寄付（研究センター建設のため）、中国による20億ドル規模の「メッド・レッド鉄道」（Med-Red、アシュドッド港とエイラートを結ぶルート）建設契約ならびにイスラエルの港湾事業における10億ドルの契約獲得、テルアビブ大学と清華大学による共同研究センターの設立に3億ドルの投資、イスラエル最大の乳製品会社「Tnuva」の過半数株式の取得に費やされた10億ドル超などが挙げられる。Tnuvaの買収は、2011年に中国の国有企業、中国化工集団公司が農薬・作物保護企業の「マクテシム・アガン（前社名 Adama）」を24億ドルで買収して以降のものとしては、最大規模の中国によるイスラエル企業買収となった。また、イスラエル国家経済会議によれば、2014年の中国・イスラエル間のハイテク関連取引総額は3億ドルに達し、2013年の5,000万ドルから大幅に増加した。
2015年初頭以降、両国間の貿易額は100億ドルを超える水準に達している。2015年1月には、複数の中国IT企業がイスラエルへの投資を開始した。中国の電子商取引大手アリババは、QRコード技術を専門とするイスラエルの企業Visualeadに、金額が非公開の投資を行った。またアリババは、イスラエルが拠点のベンチャーキャピタル「Jerusalem Venture Partners（JVP）」にも出資しており、出資パートナー（リミテッド・パートナー）として中国のウェブ企業、奇虎360と並び名を連ねている。中国最大の検索エンジンであるバイドゥ（Baidu）は、イスラエルの動画キャプチャースタートアップPixellot社に対して300万ドル投資し、ベンチャーキャピタル「Carmel Ventures」への資金提供も行った。さらに、イスラエルの音楽教育スタートアップTonaraへの500万ドルの資金調達ラウンドを主導している。そのほかにも、ファーウェイやレノボ傘下のレジェンド、シャオミといった中国の大手テクノロジー企業が、イスラエル国内に研究開発（R&D）拠点を設立している。
2015年3月、イスラエルは、中国が新たに設立したアジアインフラ投資銀行（AIIB）に加盟し、同機関の創設メンバーの一国となった。これにより、イスラエルは中国の主要な経済的同盟国となりうるかもしれない。
2013年、中国とイスラエルは農業分野における経済関係の強化を開始した。両国は、中国の安徽省に農業技術インキュベーターを設置することを決定し、現地のニーズに応じた農業技術とソリューションの共同開発を進めることとなった。イスラエルで開催される農業関連の展示会、たとえばAgrivestやAgriTechには、中国からの大規模な代表団が参加しており、中国の国有企業や民間企業の参加も増加している。これは、中国で中間層が拡大し、消費需要が高まっていることに加え、農業用地に対する圧力が増していることから、農作物の収量や乳製品の生産性を向上させるために、イスラエルの農業技術に注目が集まっているためである。また、香港の実業家である李嘉誠が設立したベンチャーキャピタル企業Horizons Venturesは、イスラエルの海事データ・分析企業「Windward」への1,080万ドルの戦略的投資を主導した。Windwardの衛星海洋分析システム「MarInt」は、世界中の安全保障・諜報・法執行機関で広く利用されている。2013年、李嘉誠はイスラエル工科大学テクニオンに対し1億3,000万ドルの寄付をおこなった。この資金の多くは、彼が出資していたイスラエルのGPS地図ソフト会社Wazeの新規株式公開によって得た利益によるものである。彼はWazeの株式の11％を保有していた。この株式はのちにGoogleによって取得された。李の行った寄付は、テクニオン史上最大、またイスラエルの学術機関としても最大級のものとなった。李嘉誠は、中国のイスラエル投資の先駆者とされており、イスラエルのハイテク企業への投資を通じて、香港の財界に対し、中国の将来的な経済繁栄のためには、新興のイスラエル技術企業に投資することが財政的に健全かつ必要であるという姿勢を打ち出した。
2015年6月22日、イスラエルの複合企業デレク・グループ（Delek Group）は、自社の52％の経営支配権を、中国の民間コングロマリット復星国際に売却することで合意した。さらに同年9月2日、復星国際はイスラエルで再び投資を行い、化粧品企業アハヴァを3億新シェケル（約7,700万米ドル）で買収することで合意した。
煩雑な官僚的規制の少なさと、イスラエルの「シリコン・ワディ（Silicon Wadi）」が提供する多様なスタートアップ企業の存在により、中国からイスラエルへの投資は2016年に10倍以上に急増し、過去最高の165億米ドルに達した。これらの資金は、イスラエルで急成長するインターネット・サイバーセキュリティ・医療機器のスタートアップ企業に流れ込んでいる。

## 二国間問題・紛争
イスラエルが中国との防衛協力関係を深めていることは、西側諸国、特にイスラエルに対する軍事装備の供給国としては最大のアメリカ合衆国に懸念を抱かせた。中国が抱える日本や韓国、フィリピン、インド、ベトナムとの戦略的対立や、台湾の安全保障に対する懸念を背景に、アメリカはイスラエルに対し、中国への高度な装備や技術の売却を控えるよう圧力をかけている。1992年、『ワシントン・タイムズ』紙が、アメリカ製パトリオット・ミサイルやイスラエル国産の戦闘機ラビの技術が中国に提供されたと報じたが、アメリカの公的な調査ではこれらの疑惑を裏付けるものはなかった。2000年には、イスラエルが中国へのファルコン早期警戒管制システム（AWACS）の売却を中止した。これは、アメリカからの圧力の結果であった。もしイスラエルが取引を進めた場合、アメリカがイスラエルに対して行っている年間28億ドルの支援を打ち切ると同国が警告したことによる。この決定に対し、中国は強く反発し、今回の売却中止は中以両国の関係に悪影響を及ぼすと非難した。また、中国が火器や兵器システムを他国に拡散しているという前歴も、アメリカの戦略立案者にとって懸念材料となっている。アメリカは、中国がイスラエルの高度な防衛技術を再構築・再販し、アメリカの競合国や敵対的国家に輸出する可能性を警戒している。
イスラエルのハイテク分野における中国の関与は、安全保障上の懸念も生んでいる。モサド前長官のエフライム・ハレヴィ（Efraim Halevy）は、イスラエル国内における主要な中国批判者の一人であり、イスラエルは中国との地政学的な関係を慎重に検討すべきだと主張してきた。彼は一貫して、中国を「レッド・メッド鉄道計画（紅海〜地中海連結構想）」に関与させるべきではないとイスラエル政府に警告しており、この関与がアメリカとの戦略的関係に危機をもたらす可能性があると主張している。 ハレヴィ以外の批判者たちも、中国の関与拡大はイスラエルの安全保障を危険にさらし、技術の窃取や中国によるスパイ活動に利用される可能性があると警告している。また、イスラエルは対中関係の進展と同時に、アメリカとの関係との均衡を取るべきであるとの意見も多く聞かれる。
2010年、国際連合安全保障理事会は決議第1929号を採択し、イランの核濃縮計画に対して4度目の制裁を課した。中国は最終的にこの決議を支持したが、同国は当初、イランとの中国とイランの関係および核協力関係を背景に、制裁に反対していた。『ニューヨーク・タイムズ』紙によれば、イスラエルは中国に対してロビー活動を行い、イランに対する先制攻撃が世界の石油供給に与える影響、ひいては中国経済に与える悪影響を説明したことにより、中国の支持を取り付けたとされる。
2022年8月、中連部の劉建超は、イスラエル駐中国大使イリット・ベン＝アッバに対し、中国によるウイグル人への迫害問題に関して、アメリカの立場に同調しないよう警告した。

### イスラエル・パレスチナ紛争
チャン・チュウチュウは2025年に発表した学術書『China's Changing Role in the Middle East: Filling a Power Vacuum?』のなかで、中国がイスラエルとパレスチナの双方に対し、バランスを取った対応を追い求めていると論じている。すなわち、中国は、パレスチナに対しては口先だけの支持を表明し、かたや、イスラエルに対しては一定の批判を浴びせつつ、同国との経済関係を損なうおそれのあるような実質的援助の投入はパレスチナ側に対して行っていないという(p47)。
2006年9月、当時の中国外相、李肇星は、国連安全保障理事会の中東問題会合において、イスラエルによってヨルダン川西岸地区に建設された分離壁を「和平への障害」であると非難した。2008年11月には、当時の駐米中国大使、張業遂が、「西岸地区での入植地建設の継続は、国際法下におけるイスラエルの義務違反であるのみならず、イスラエル自身の安全保障にも有害である」と述べた。ジェームズタウン財団（Jamestown Foundation）の分析によれば、中国のイスラエル・パレスチナ政策は、ソフトパワー外交に基づいており、イスラエルとアラブ諸国との関係の間で微妙なバランスを維持しているとされる。2015年6月8日には、中国政府がイスラエルに対し、ヨルダン川西岸の入植地で中国人建設労働者を使用しないよう要請した。これは、1967年以前のイスラエルの国境線（グリーンライン）を越えた地域における安全確保を懸念したものである。一方、イスラエル政府は中国との建設労働者受け入れ合意の早期締結に意欲的であり、外国人労働者の流入によって住宅建設のスピードが上がり、新築住宅の価格が下がることを期待している。 
2006年のガザ地区における選挙でハマースが勝利した後、中国はハマースをガザ地区における正当な選挙で選ばれた政治主体として承認した。これはイスラエルおよびアメリカの反対にもかかわらずであった。中国政府は、2006年6月に北京で開催された中国・アラブ諸国協力フォーラムにおいて、パレスチナ外相を務めた経歴を持つハマースの高官、マフムード・アル＝ザハール（Mahmoud al-Zahar）と会談し、イスラエルおよびアメリカの抗議にもかかわらず直接的な二国間対話を実施した。中国外交部の報道官は、「パレスチナ政府は、現地の人々によって合法的に選ばれたものであり、尊重されるべきである」と述べた。また、中国はハマースを承認しているだけでなく、ヒズボラについてもテロ組織には指定していない。
2010年5月31日に発生したガザ支援船団襲撃事件（ガザ・フロティラ襲撃）の後、中国外交部の報道官、馬朝旭は、イスラエルを非難した。2011年4月28日、対立していたパレスチナのファタハとハマスが統一政府を樹立した際、中国外交部の報道官、洪磊は、中国はこの和解を歓迎すると表明した。さらに、2012年11月にガザ地区で実行されたイスラエルの軍事作戦「防衛の柱作戦（Operation Pillar of Defense）」に際し、中華人民共和国外交部はすべての当事者に自制を求める声明を発表した。
2012年、2008年にエルサレムのメルカズ・ハラヴ・イェシーバー（学院）で発生した襲撃事件（Mercaz HaRav虐殺事件）のイスラエル人被害者8名の遺族が、中国銀行に対して10億ドルの損害賠償を求める訴訟を提起した。訴状は、2003年に中国銀行のニューヨーク支店が、シリアおよびイランに拠点を置くハマス指導部からガザ地区のハマス関係者へ数百万ドルを送金したと主張するものだった。これに対し、中国銀行はテロ組織への銀行サービス提供を否定し、「中国銀行は常に国連のマネーロンダリング対策およびテロ資金供与対策の要件と、当行が事業を行っている中国およびその他の司法地域の規制を厳格に遵守している」と声明を発表した。本件訴訟は2015年に棄却された。
2014年7月23日、中国は、イスラエルがガザ地区で実施した軍事作戦「境界防衛作戦（Operation Protective Edge、2014年のガザ侵攻のイスラエル側からの呼称）」における戦争犯罪の調査を求める国連人権理事会の決議に、ほかの28ヶ国とともに賛成した。この決議案に反対票を投じたのはアメリカ合衆国のみであった。これに先立ち、2014年7月9日には、中国外交部報道官の洪磊が軍事衝突に関する声明を発表し、次のように述べた。
「我々は、武力に訴えたり、暴力に暴力で対抗したりすることは、問題の解決にはならず、むしろ憎しみを積み重ねるだけであると考えている。関係各当事者は、平和のありかたと人々の生命を念頭に置き、直ちに停戦を実現し、和平交渉という戦略的選択を堅持し、一日も早い対話再開を目指すべきである。」
さらに、2017年7月には、中国共産党総書記、習近平が「イスラエル・パレスチナ問題に関する中国の立場」として『4つの主張」を発表し、その第一条において、1967年の国境線に基づいた「二国家解決」構想の枠組みの下で、東エルサレムを首都とする独立かつ主権あるパレスチナ国家の樹立を中国は支持すると明言した。
2021年5月、イスラエル・パレスチナ危機のさなか、中国の国営放送「中国環球電視網」（CGTN）のキャスター、鄭峻峰が、アメリカの対イスラエル政策は裕福なユダヤ人からの影響を受けていると主張する番組を放送した。このことを受け、在北京イスラエル大使館はCGTNに対し「露骨な反ユダヤ主義」であるとする非難声明を出した。

#### Israel–Hamas war
Following the 2023 Hamas-led attack on Israel, an Israeli embassy official said Israel expected to see a "stronger condemnation" of Hamas and that it was "not the time to call for a two-state solution" when people were "being murdered, slaughtered in the streets." The Israeli Ministry of Foreign Affairs later expressed "deep disappointment" over China not condemning Hamas. Commentary in Chinese state media blamed the U.S. for the conflict and spread antisemitic tropes against Israel. Some people equated Israel's actions to Nazism by accusing them of committing genocide on Palestinians, prompting a rebuke from the German embassy in Beijing. Chinese foreign minister Wang Yi stated that in Gaza, "Israel’s actions have gone beyond self-defense." In January 2024, Israel reported that it discovered a "massive" stockpile of Chinese weaponry used by Hamas.
Chinese suppliers as of December 2023 have created bureaucratic obstacles for Israeli tech factories, delaying shipments of electronic components to Israel for civilian and military use. The Chinese government, according to Israeli officials, has refused to send workers to Israel during the war. Chinese shipping companies COSCO and OOCL have suspended trade with Israel as early as 18 December 2023, sparking concerns by Israeli analysts that the Chinese-run Port of Haifa in Israel is a security risk.
On the first anniversary of the 7 October Hamas-led attack on Israel, Xinhua News Agency criticized U.S. diplomatic and military support for Israel. The Ministry of Public Security's Spamouflage influence operation has also criticized U.S. support for Israel and spread antisemitic tropes online.